# Kurt Eichhorn
Pour les articles homonymes, voir Eichhorn.
Kurt Peter Eichhorn (né le 4 août 1908 à Munich, mort le 29 juin 1994) est un chef d'orchestre allemand.
Il a étudié la musique au conservatoire de Würzburg. Il a commencé à diriger en 1932 en tant que chef de chœur à Bielefeld. Il a aussi travaillé à Teplitz-Schönau et Carlsbad.
À partir de 1945 il dirige l'Orchestre philharmonique de Munich.